# Cantuaria depressa
Cantuaria depressa là một loài nhện trong họ Idiopidae.
Loài này thuộc chi Cantuaria. Cantuaria depressa được Raymond Robert Forster miêu tả năm 1968.